# Enhydrosoma tunisensis
Enhydrosoma tunisensis is een eenoogkreeftjessoort uit de familie van de Cletodidae. De wetenschappelijke naam van de soort is voor het eerst geldig gepubliceerd in 1935 door Albert Monard.